# Mariga Guinness
Pour les articles homonymes, voir Guinness (homonymie).
Mariga Guinness (21 septembre 1932 - 8 mai 1989) est une conservatrice en architecture et mondaine.

## Enfance et famille
Mariga Guinness est née Hermione Maria-Gabrielle von Urach le 21 septembre 1932 à Londres. Elle est la seule enfant d'Albrecht prince von Urach, membre des maisons ducale d'Urach-Lituanie et royale de Wurtemberg, dont la famille réside au château de Lichtenstein, et de sa première femme (anglaise) Rosemary Blackadder (dont le mariage est considéré morganatique par sa famille, d'après les règles matrimoniales de cette dynastie allemande de rang souverain). 
Malade pendant les premiers mois de sa vie, elle est soignée et se rétablie en 1934 et sa famille déménage à Venise, puis au Japon. Sa mère fait une dépression nerveuse au Japon ; en 1937, elle tente d'accéder sans autorisation au palais de l'empereur Hirohito avec la petite Mariga. Cela entraîne l'arrestation, la sédation et la déportation de sa mère, ce qui marque le début d'un déclin de sa santé mentale, qui aboutit à une lobotomie en 1941. De retour en Europe, elle passe ensuite le reste de sa vie dans des établissements psychiatriques privés. Mariga Guinness est ensuite élevée par sa marraine, Hermione Ramsden. Elles résident à Surrey et en Norvège, où Mariga passe peu de temps dans des pensionnats et est éduquée à domicile par pas moins de 17 gouvernantes.
Elle rencontre Desmond Guinness, fils de lord Moyne, en 1951 et le couple se marie à Oxford en 1954. Ils ont deux enfants, Patrick (né en 1956) et Marina (née en 1957),,.
Par Patrick, elle est grand-mère du mannequin Jasmine Guinness. Sa fille Marina est une protectrice des arts et de musiciens irlandais, dont Glen Hansard, Damien Rice et le groupe Kíla. Marina a trois enfants : Patrick (de Stewart Copeland de The Police), Violet (du photographe Perry Ogden) et Finbar (du producteur de disques Denny Cordell).

## Vie en Irlande
Le couple déménage en Irlande en 1955 où ils louent Carton House, dans le comté de Kildare. Ils partagent un amour de l'architecture géorgienne, ce qui les amène à acheter le château de Leixlip en 1958 et à créer la Irish Georgian Society le 21 février de la même année. À travers cette société, ils font campagne pour la restauration et la protection de sites architecturaux tels que Mountjoy Square, Dromana Gateway, Tailor's Hall et Conolly's Folly . En 1967, ils achètent Castletown House, prévoyant d'en faire un centre pour la Irish Georgian Society,.
Pendant les années 1960, le château de Leixlip est une plaque tournante pour ceux qui s'intéressent à l'architecture et pour les mondains européens. En 1969, leur mariage décline ; elle part pour Londres avant de déménager ensuite à Glenarm, dans le comté d'Antrim pour vivre avec Hugh O'Neill. Lorsque cette relation prend fin, elle retourne au château de Leixlip. Leur divorce est finalisé en 1981. Ayant vécu à Dublin pendant un certain temps, elle loue Tullynisk House, dans le comté d'Offaly en 1983. N'étant plus au cœur des activités de restauration en Irlande, la Guinness s'isole et boit beaucoup.
En revenant en Irlande du Pays de Galles par ferry, Guinness meurt le 8 mai 1989. Elle a une crise cardiaque massive aggravée par une injection de pénicilline à laquelle elle fait une réaction allergique. Elle est enterrée à Conolly's Folly.